# 7462 Grenoble
7462 Grenoble eller 1984 WM1 är en asteroid i huvudbältet som upptäcktes den 20 november 1984 av den amerikanske astronomen Edward L.G. Bowell vid Anderson Mesa Station. Den är uppkallad efter den franska staden Grenoble.
Asteroiden har en diameter på ungefär 5 kilometer och den tillhör asteroidgruppen Levin.